# Pacific (Town)
Die Town of Pacific ist eine von 21 Towns im Columbia County im US-amerikanischen Bundesstaat Wisconsin. Im Jahr 2010 hatte die Town of Pacific 2707 Einwohner.
Die Town of Pacific ist Bestandteil der Metropolregion Madison.

## Geografie
Die Town of Pacific liegt im mittleren Süden Wisconsins, an einem großen Bogen des Wisconsin River. Dessen Mündung bei Prairie du Chien in den die Grenze zu Minnesota bildenden Mississippi befindet sich rund 170 km westlich.
Auf dem Gebiet der Pacific liegen mehrere Seen, von denen die größten der Swan Lake im Nordosten und der Lake Columbia im Südwesten sind. Zwischen dem Westufer des Swan Lake und dem Wisconsin River befindet sich die Swan Lake State Wildlife Area.
Die Koordinaten der geografischen Mitte der Town of Pacific sind 43°30′42″ nördlicher Breite und 89°24′13″ westlicher Länge. Sie erstreckt sich über eine Fläche von 55,9 km², die sich auf 52,6 km² Land- und 3,3 km² Wasserfläche verteilen. 
Die Town of Pacific liegt im nordwestlichen Zentrum des Columbia County und grenzt an folgende Nachbartowns:
|                   | Town of Fort Winnebago                      | Town of Marcellon |
| Town of Caledonia | Kompassrose, die auf Nachbargemeinden zeigt | Town of Wyocena   |
|                   | Town of Dekorra                             | Town of Lowville  |

## Verkehr
Der entlang des Wisconsin River führende und vierspurig ausgebaute U.S. Highway 51 und der hier teilweise deckungsgleich verlaufende Wisconsin State Highway 16 ist die wichtigste Straße der Town of Lodi. Der Wisconsin State Highway 33 bildet die Nordgrenze der Town. Daneben verlaufen noch die County Highways G und P durch die Town of Pacific. Alle weiteren Straßen sind untergeordnete Landstraßen oder teils unbefestigte Fahrwege.
Durch die Town of Pacific verlaufen für den Frachtverkehr zwei Eisenbahnstrecken der Canadian Pacific Railway.
Mit dem Portage Municipal Airport befindet sich wenige Kilometer westlich der Town ein kleiner Flugplatz. Der nächste Verkehrsflughafen ist der Dane County Regional Airport in Wisconsins Hauptstadt Madison (rund 50 km südlich).

## Bevölkerung
Nach der Volkszählung im Jahr 2010 lebten in der Town of Pacific 2707 Menschen in 1139 Haushalten. Die Bevölkerungsdichte betrug 51,5 Einwohner pro Quadratkilometer. In den 1139 Haushalten lebten statistisch je 2,37 Personen. 
Ethnisch betrachtet setzte sich die Bevölkerung zusammen aus 97,7 Prozent Weißen, 0,1 Prozent Afroamerikanern, 0,1 Prozent amerikanischen Ureinwohnern, 0,8 Prozent Asiaten sowie 0,6 Prozent aus anderen ethnischen Gruppen; 0,6 Prozent stammten von zwei oder mehr Ethnien ab. Unabhängig von der ethnischen Zugehörigkeit waren 1,6 Prozent der Bevölkerung spanischer oder lateinamerikanischer Abstammung. 
20,1 Prozent der Bevölkerung waren unter 18 Jahre alt, 58,8 Prozent waren zwischen 18 und 64 und 21,1 Prozent waren 65 Jahre oder älter. 49,6 Prozent der Bevölkerung war weiblich.
Das mittlere jährliche Einkommen eines Haushalts lag bei 59.063 USD. Das Pro-Kopf-Einkommen betrug 29.662 USD. 5,0 Prozent der Einwohner lebten unterhalb der Armutsgrenze.

## Ortschaften in der Town of Pacific
Auf dem Gebiet der Town of Pacific existiert neben Streubesiedlung keine weitere Siedlung.